# Cerocida
Cerocida este un gen de păianjeni din familia Theridiidae.
Cladograma conform Catalogue of Life:
| Cerocida | \| \| Cerocida ducke \| \| \| \| \| \| Cerocida strigosa \| \| \| \| |
|          | \| \| Cerocida ducke \| \| \| \| \| \| Cerocida strigosa \| \| \| \| |
|          | Cerocida ducke                                                       |
|          |                                                                      |
|          | Cerocida strigosa                                                    |
|          |                                                                      |